# Niederstaufen
Niederstaufen (mundartlich: ts Schdaufə) ist ein Gemeindeteil der Gemeinde Sigmarszell im bayerisch-schwäbischen Landkreis Lindau (Bodensee).

## Geographie
Das Pfarrdorf liegt circa drei Kilometer nordöstlich des Hauptorts Sigmarszell. Südlich von Niederstaufen verläuft die Bundesstraße 308 (Queralpenstraße) sowie die Staatsgrenze zu Hohenweiler in Vorarlberg. Nordwestlich der Ortschaft fließt die Leiblach. Südöstlich liegt der Pfänderstock mit den Naturschutzgebieten Rohrachschlucht und direkt angrenzend auf österreichischem Gebiet das Europaschutzgebiet Rohrach.

## Ortsname
Der Name des Ortes ist aufgrund der geographischen Lage vom mittelhochdeutschen Wort stouf für Becher ohne Fuß; hochragender Felsen abgeleitet. Somit bedeutet das Grundwort -staufen Flur, die Ähnlichkeit mit einem umgestürzten Becher hat.

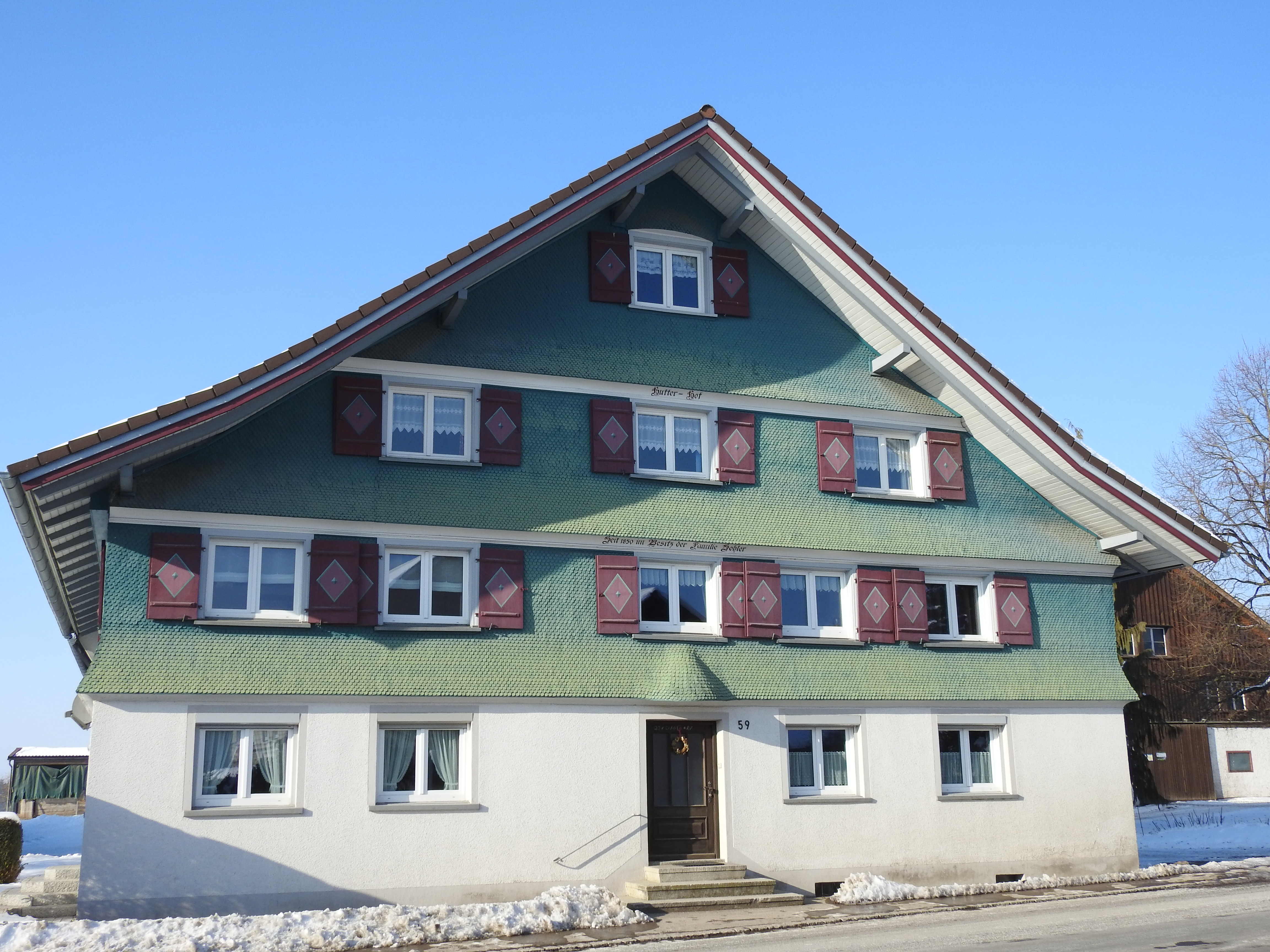
Bauernhaus in Niederstaufen

## Geschichte

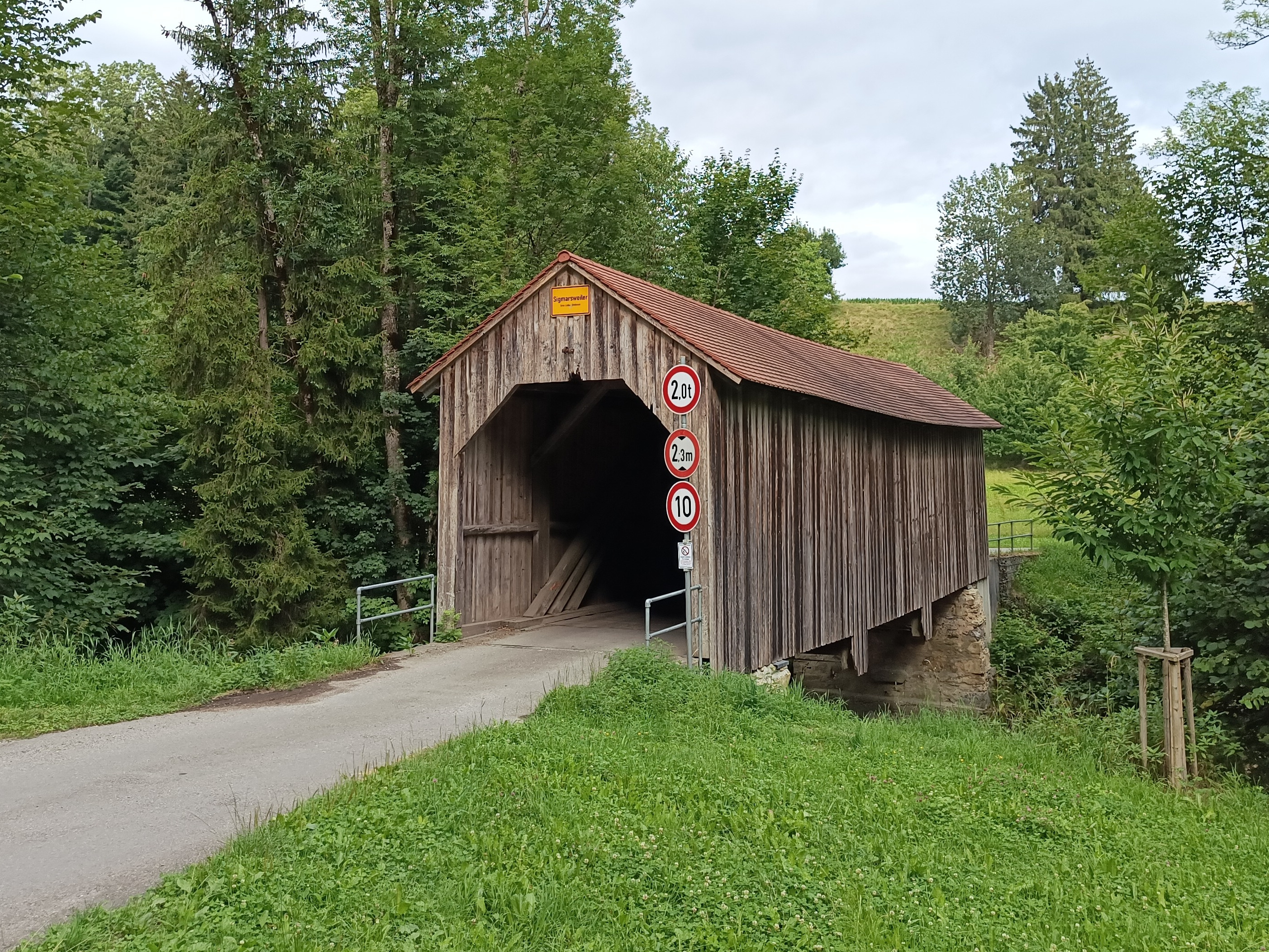
Immenbrücke über die Leiblach

Durch Niederstaufen und seine Gemarkung verlief die kaiserzeitliche Römerstraße Kempten–Bregenz. Auf dem Kreuzberg – einem Drumlinhügel am Ortsrand – stand auf dem Gelände der späteren Waldburg zur Römerzeit, wahrscheinlich ein Burgus. Eine römische Wachstation mit Wachturm, die zur Straßenkontrolle und zur Grenzüberwachung diente. Weiterhin wurden in den Teilorten Umgangs und Burgstall Überreste solcher römischen Burgi nachgewiesen.
Niederstaufen wurde im Jahr 1249 erstmals urkundlich als Vnderstophen erwähnt. Die Nennung Stoufun im Jahr 868 wird eher dem Ort Oberstaufen zugeschrieben. Die vermutlich um 1200 erbaute Kirche St. Peter und Paul wurde erstmals im Jahr 1275 erwähnt. Im Jahr 1770 fand die Vereinödung des Orts mit 17 Teilnehmern statt. Niederstaufen gehörte einst zum Gericht Simmerberg in der Herrschaft Bregenz.
Das Dorf bestand bis ins 19. Jahrhundert aus den Orten Ober- und Unterstaufen. Unterstaufen, das um die Pfarrkirche bestand, gehörte zum Kloster Mehrerau und Oberstaufen, das ab dem Gasthof Rössle bestand gehörte dem Kloster Langnau und der Pfarrei Hergensweiler an. Um den Niederstaufener Gläubigen den Kirchgang nach Hergensweiler zu erleichtern wurde 1876 die Immenbrücke über die Leiblach gebaut, für deren Erhalt Niederstaufen seinerzeit auf „ewig Zeiten“ verpflichtet wurde und die im Jahr 2010 saniert wurde. Mit der Zusammenlegung der beiden Orte zu einer Pfarrei wurde die Kirche St. Peter und Paul neugebaut. Während der Gebietsreform in Bayern im Jahr 1972 wurde die Gemeinde Niederstaufen in die Gemeinde Sigmarszell eingegliedert.

## Baudenkmäler

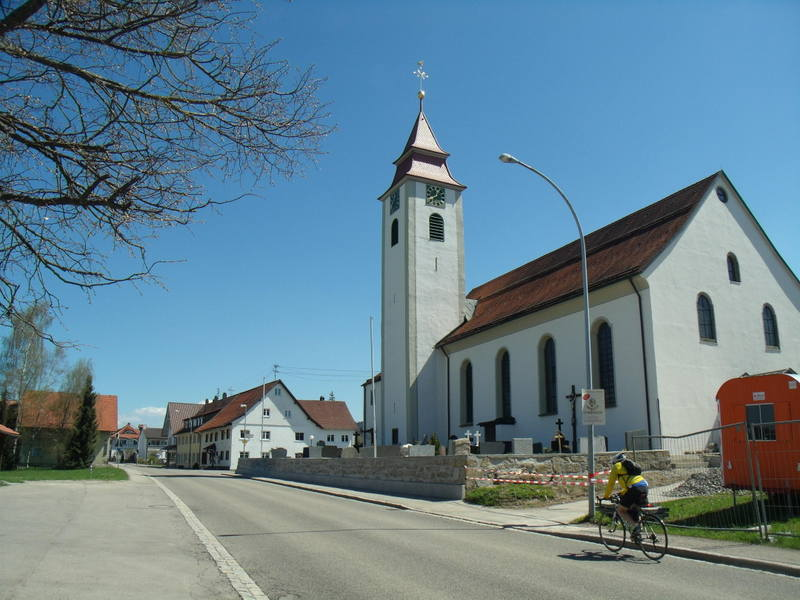
St. Peter und Paul

Siehe: Liste der Baudenkmäler in Niederstaufen